# Finsterwolderhamrik (plaats)
Finsterwolderhamrik, in de 19e eeuw ook wel Achterhamrik genoemd, is een buurtschap onder Finsterwolde in de gemeente Oldambt in de Nederlandse provincie Groningen. Het ligt ten noordoosten van Finsterwolde tussen Ganzedijk en Kostverloren, bij havens van Beersterzijl en Bellingwolderzijl (nu Hongerige Wolf).
De buurt kenmerkt zich door een aantal grote boerderijen, waarvan de meeste uit de tijd rond 1900 dateren. De laaggelegen landerijen in Finsterwolderhamrik waren aanvankelijk erg versplinterd en in gebruik bij boeren uit Finsterwolde en de omliggende polders, dan wel bij kleine boerenbedrijven langs de Egyptische Dijk. Pas in de 19e eeuw werden enkele grotere boerderijen langs de weg door Finsterwolderhamrik gebouwd. De bewoning langs de Egyptische Dijk werd na 1900 gesloopt.
De aanduiding hamrik verwijst naar de weidegronden en hooilanden in het buitengebied van het dorp Finsterwolde. Finsterwolderhamrik is ontstaan langs een voormalige dijk die de landerijen van de verdwenen kerkdorpen Oost-Finsterwolde en Megenham alsmede de buurtschappen Veenhuizen en Torpsen beschermde. Na de aanleg van een zomerdijk na 1571 (de Egyptische Dijk) werd dit een binnendijk. Veel stelden die dijken aanvankelijk niet voor; de eerste zeedijk was niet hoger dan ruim 2 m. De landerijen mochten alleen als hooiland worden gebruikt. 
Het streekje wordt in 1662 omschreven als ‘t Loechster Hamrick van Finsterwolt. Dit ter onderscheiding van de zuidelijke buurtschap Veenhuizen, dat bestond uit een handvol boerderijen op het hoogveen langs de Veenhuisterweg. De voorzetting van deze weg (met een doorsteek via de huidige Eggelaan naar Nieuw-Beerta) heette Nutlaan. De weg door Finsterwolderhamrik stond bekend als Loechster Hoeijwech (1652) of Loegsterweg (= 'dorpsweg'); ook komen de namen Karspelweg, Nutweg, Modderlandseweg en Hammerikerweg voor.
De landerijen in het oosten van Finsterwolderhamrik werden vanouds Torpsen genoemd; de naam verwijst naar een verdronken middeleeuwse buurtschap. Een van de boerderijen in Finsterwolderhamrik heette de Kiewieterij (1846); de naam is mogelijk afgeleid van Zuid-Nederlands kaveet of kavietse, waarmee een 'bouwvallig huis' of een 'herberg' wordt bedoeld. Het buurtje Kostverloren is rond 1900 ontstaan. 
In tegenstelling tot Noordbroeksterhamrik is Finsterwolderhamrik geen zelfstandig kerspel geworden, al hebben de bewoners van Veenhuizen rond 1770 wel om die status verzocht. Door het verdwijnen van het hoogveen kwam dit gebied steeds lager te liggen. UIteindelijk verschoof het zwaartepunt van de bebouwing naar het noorden.  

## Egyptische Dijk
De naam Egyptische Dijk of Egypterdijk zou volgens overleveringen verwijzen naar een groep Roma, waarvan men meende dat ze uit het Midden-Oosten kwamen. Anderen veronderstelden dat hier tijdens de Tachtigjarige Oorlog gevangen Turken of Arabieren te werk waren gesteld. Het bijbehorende buurtje werd ook wel Egypte of Egipte genoemd. Zo staat het in 1781 tenminste op de kaart. De landerijen heetten in 1734 de Egyptische Binnenlanden, 1828 Egyptische Landen. De naam Egypte komt ook elders in Groningen voor, onder andere het Egypteneinde bij Veendam en afgelegen woning aan het Boterdiep tussen Kantens en Zandeweer, genoemd sinds 1710.
De namen Egijpten (1630) en Aegijpter Dijcken (1666) of Egipter dijck (1724) zijn al sinds het begin van de 17e eeuw in gebruik. De beschadigde dijken werden in 1631 door de stad Groningen overgenomen, omdat de eigenaren van het aangrenzende land het dijkherstel niet konden betalen. Ze hadden een deel van hun landerijen toegezegd aan de aannemer die de dijken zou herstellen, maar toen deze failliet ging, nam de stad Groningen diens verplichtingen over. In ruil daarvoor moest hij afstand doen van zijn woning en landerijen, die waren gelegen in Aegijpten ende Ham oftewel de Groote Binnenham. Hiernaar verwijst vermoedelijk de naam Kostverloren. Volgens een kaart uit 1706 ging het om een het hele oostelijke deel van Finsterwolderhamrik. Tegelijkertijd verkreeg de Stad een flink stuk meenteland van het kerspel Beerta, dat de basis zou worden voor het latere stadsbezit in deze contreien.  Later werden nog andere landerijen aangekocht, waaronder de Egipter Campen. Ten slotte deden in 1726 alle eigenaren van de Egyptische landen hun kwelders over aan de Stad, die voortaan het onderhoud van de dijk op zich nam. In de 18e eeuw was er een speciale opzichter voor de Stads Ham- en Aegijpter Dijcken. Deze dijken waren grotendeels voorzien van kostbaar post- en paalwerk met een strekdam op het uiteinde. Men sprak sindsdien ook wel over de Herendijck (1687).
De Koedijk – aanvankelijk Ham-Dijck genoemd – is tegelijkertijd met de Kroonpolder in 1696 aangelegd om een ander beschadigd dijktracé te ontlasten.
De Egyptische Kolk was een doorbraakkolk van een halve hectare groot. Hij is tijdens de Kerstvloed van 1717 ontstaan, en maakte later deel uit van het boezemgebied van de Buitentjamme. In de 20e eeuw is de kolk verland.

## Megenham
Ten oosten van Finsterwolderhamrik lag het verdronken kerkdorp Megenham of Meggeham, dat deel uitmaakte van het Reiderland. Volgens een document uit 1391 (of 1420) zou het grensriviertje de Tjamme tussen Megeham en Wynedaham doorlopen , waarna het riviertje zijn weg zuidwaarts  zou vervolgen dóór Torpsen (dat we vermoedelijk in de omgeving van Finsterwolderhamrik moeten zoeken). Een Münsters parochieregister van omstreeks 1475 rekent Megalzem tot de parochies die geen geestelijken meer hebben. De plaats van het dorp Meg ham staat nog afgebeeld op een getekende kaart van ongeveer 1635 ten noorden van de Egyptische Dijk. Het is niet uigesloten dat de kerk zich echter - net als bij Oost-Finsterwolde - binnendijks heeft bevonden in de buurtschap die als Torpsen bekend stond.
Een bericht uit 1620 stelt dat de Tjamme uitmondde in de Dollard onder Megham bij Stocksterhorne, dat is in de omgeving van Oudedijk en Drieborg. De uitwatering van de Tjamme bij het zijltje Het Merijke werd in 1696 afgedamd. Op een kaart uit 1729 staat ten slotte bij de kwelders ten noorden van de Egyptische Dijk:Tia Ham is out landt. Ook sprak men wel over de Stads Ham, omdat de stad Groningen eigenaar was van deze kwelders. De Dollarddijken in Nieuw-Beerta werden als Ham-Dijcken betiteld, genoemd naar het verdronken buurdorp Wynedaham. Buitendijks situeerde men hier de Grote of Finsterwolder Ham en de Kleine Ham, waar in 1740 de Stadspolder zou worden aangelegd.